# Guzmania pungens
Guzmania pungens är en gräsväxtart som beskrevs av Lyman Bradford Smith. Guzmania pungens ingår i släktet Guzmania och familjen Bromeliaceae. Inga underarter finns listade i Catalogue of Life.